# 天津神社 (三木市)
天津神社（あまつじんじゃ）は、兵庫県三木市吉川町前田にある神社。
入母屋造妻入りの本殿は延徳4年（1492年）に村人たちが創建したとされ、国の重要文化財に指定されている。2003年に改修工事が行われ、当時の彫刻や色調や屋根の桧皮葺（ひわだぶき）等が再現された。

## 祭神
- 天穂日命
- 天津彦根命
- 活津彦根命
- 天忍穂耳命
- 熊野久須日命

## 祭礼
- 元旦祭
- 春祭
- 祈年祭
- 新嘗祭
- 秋祭

## 文化財

### 重要文化財（国指定）
- 本殿 - 入母屋造妻入り[1]。延徳4年（1492年）創建[1]。

## 所在地
〒673-1103 兵庫県三木市吉川町前田字下馬場998

## アクセス
- 鉄道：JR福知山線三田駅より神姫バス「北谷」下車

## 近隣情報
- 東光寺
- 伽耶院
- 吉川温泉
- 三木城
- 山田錦の館
- 美嚢川
  - 黒滝
- 法光寺
- 慈眼寺
- 歓喜院聖天堂
- 稲荷神社（聖天さん）

## 画像

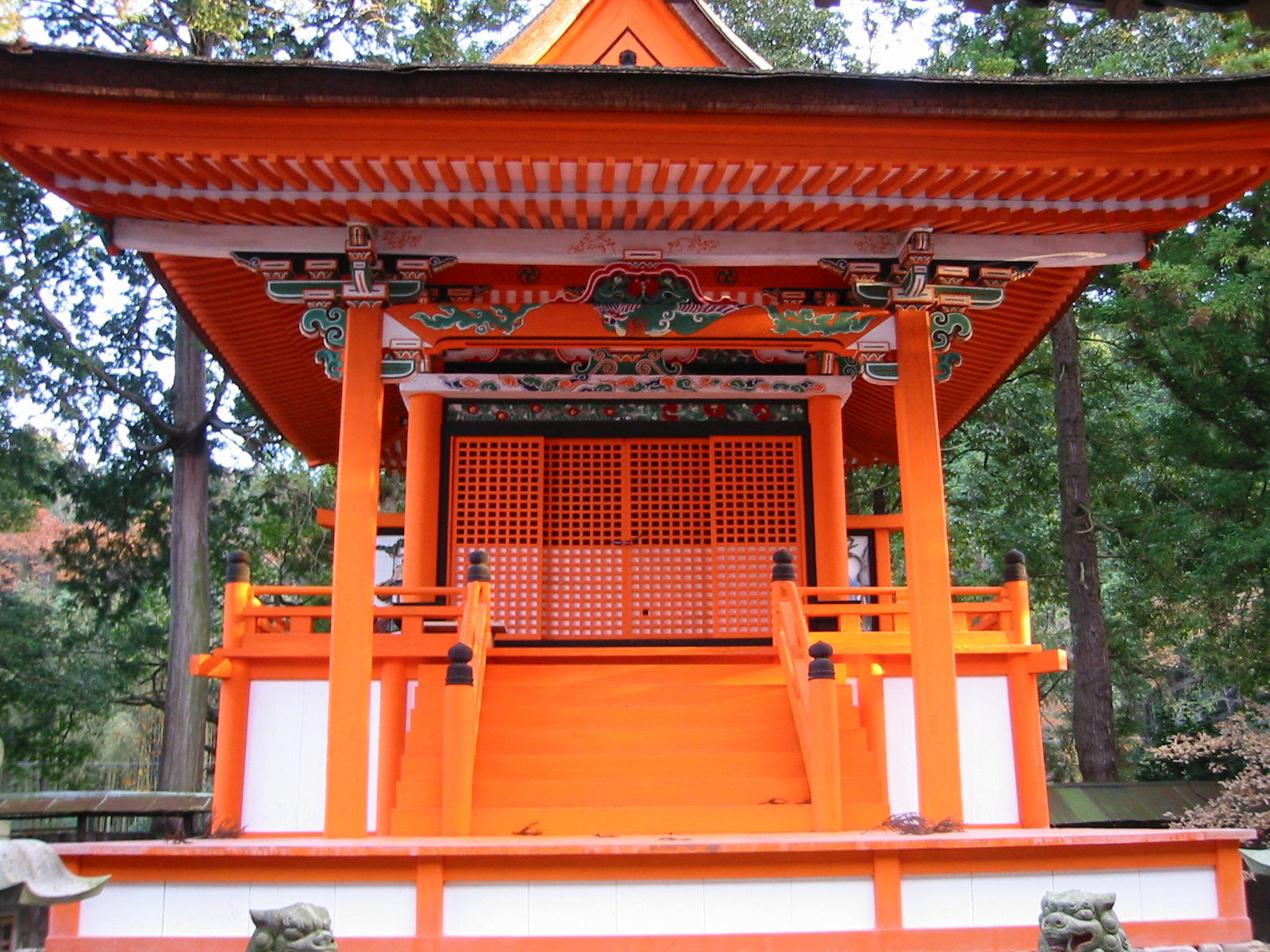
本殿正面
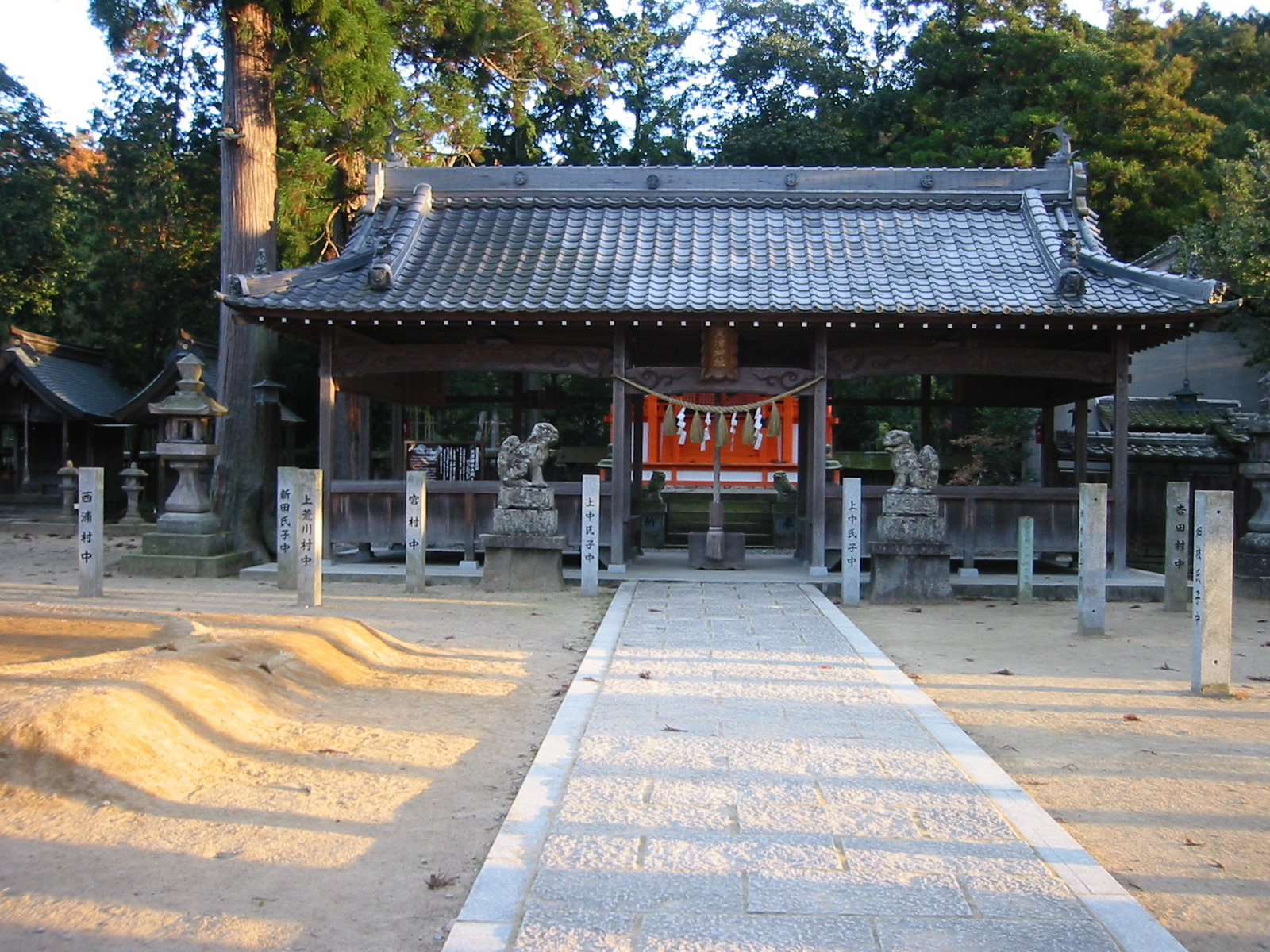
拝殿
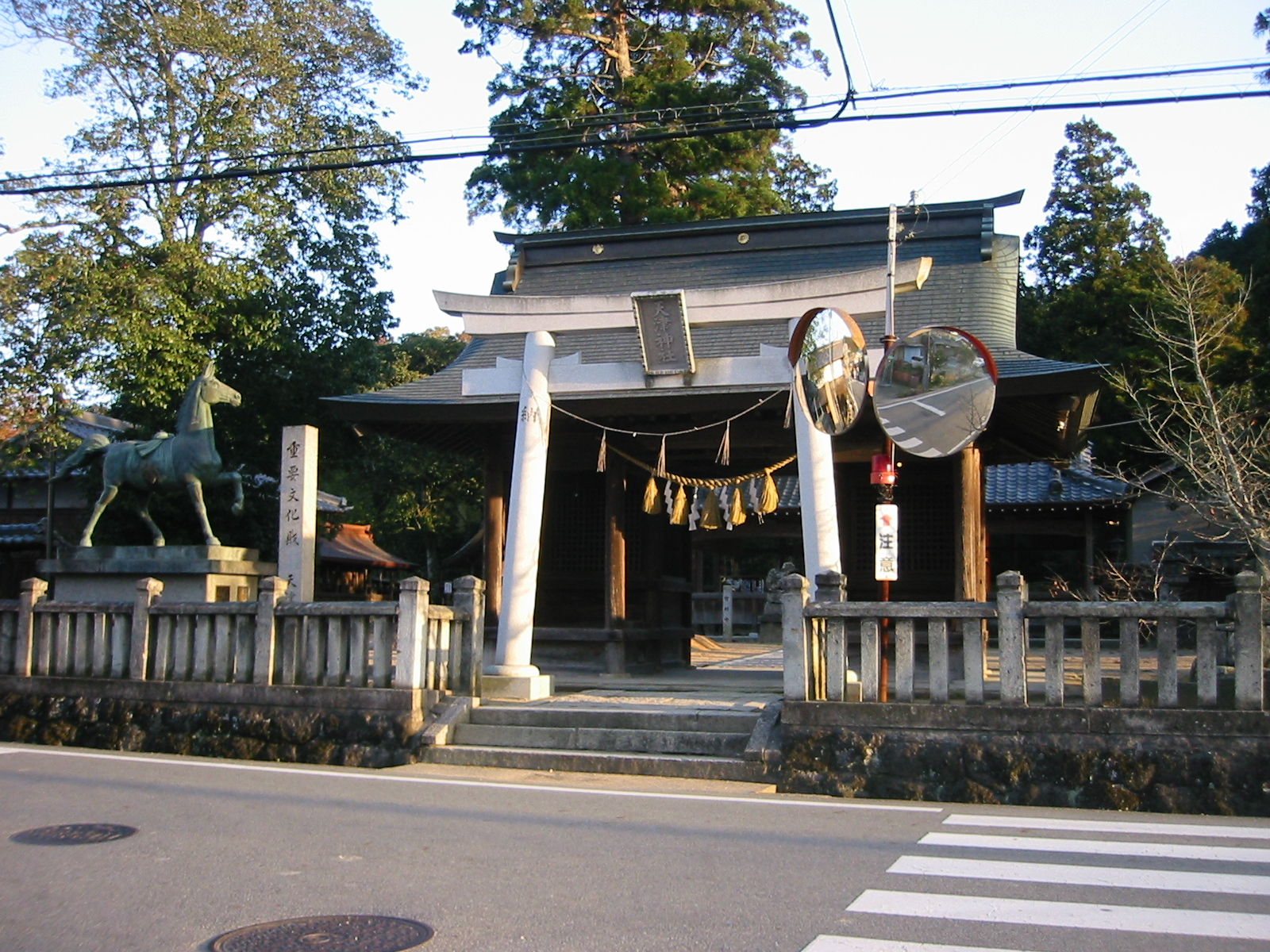
鳥居
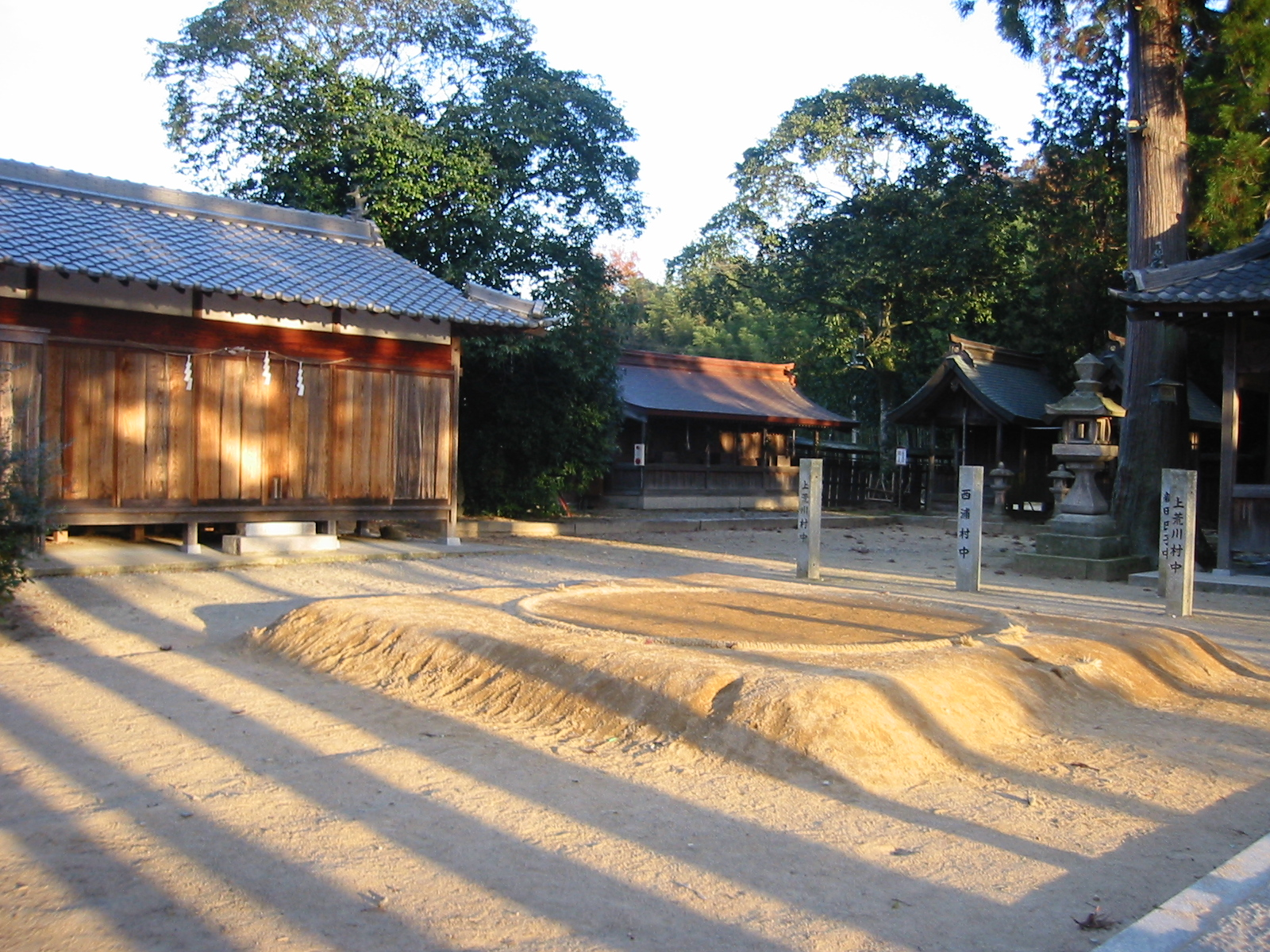
土俵
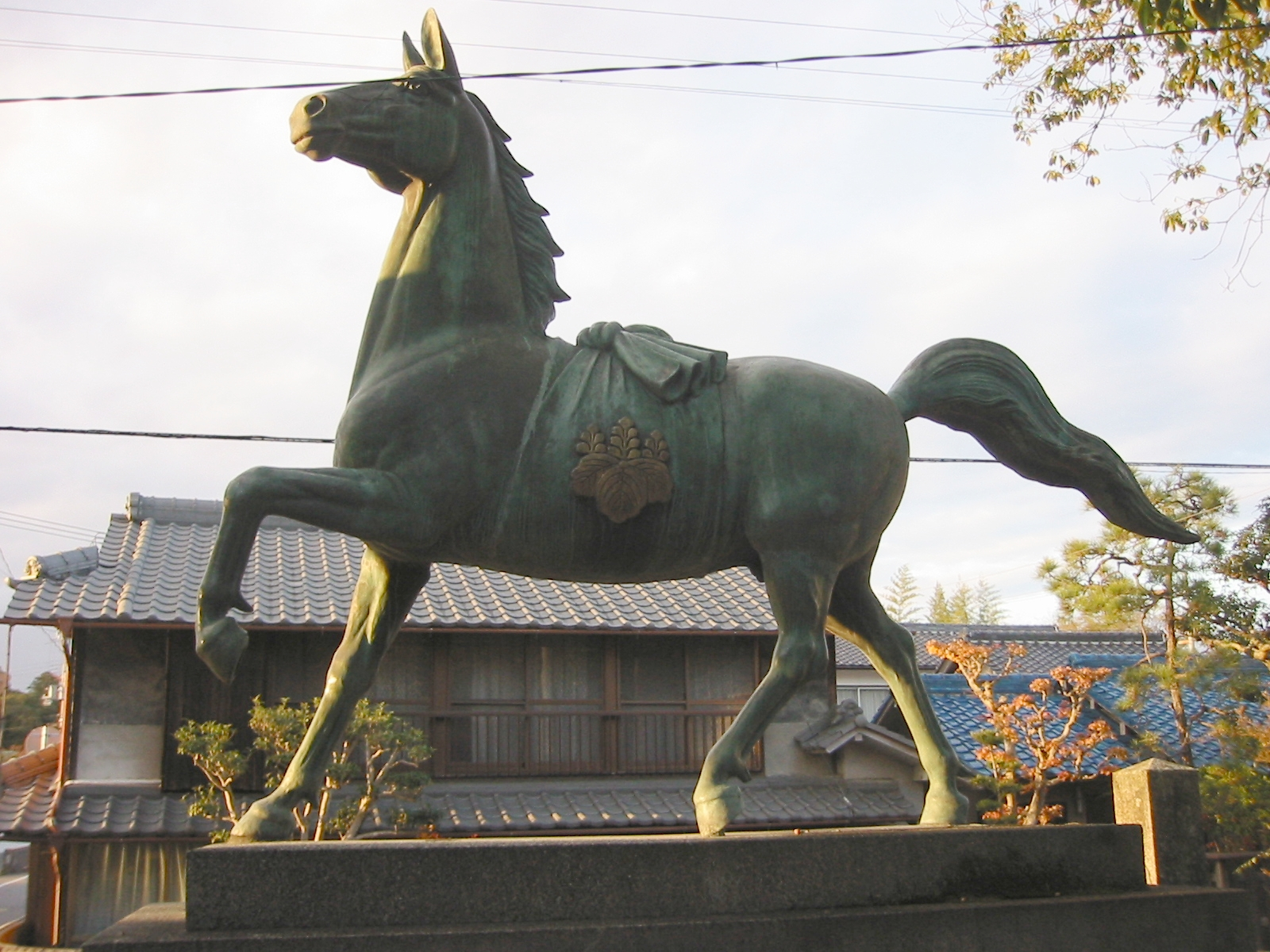
馬の像